# Miravall (les Borges Blanques)
Miravall és una muntanya de 332 metres que es troba entre els municipis de les Borges Blanques, Castelldans i Juneda, a la comarca catalana de les Garrigues.
Al cim podem trobar-hi un vèrtex geodèsic (referència 256120001).